# Schlosskirche Lauchhammer-West

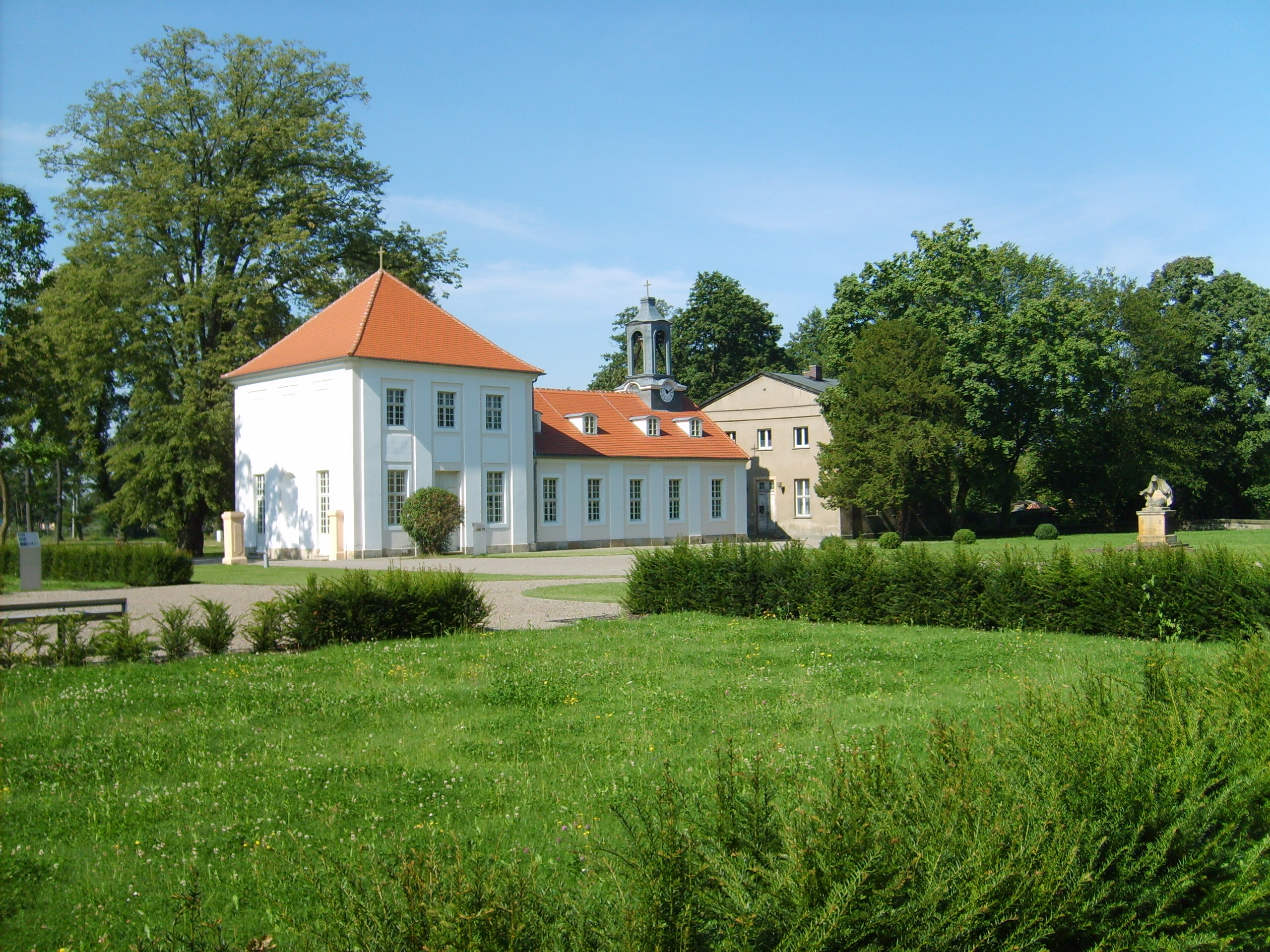
Schlosskirche, 2009

Die Schlosskirche Lauchhammer-West befindet sich im Schlosspark von Lauchhammer. Sie ist eine barocke Kirche in Lauchhammer-West, einem Stadtteil von Lauchhammer im Süden des brandenburgischen Landkreises Oberspreewald-Lausitz. Die Kirche gehört zu den denkmalgeschützten Gebäuden in Lauchhammer.

## Geschichte

Porzellangruppe in der Schlosskirche um 1910

Freifrau Benedicta Margareta von Löwendal übernahm die Lehnsherrschaft über den Ort Mückenberg, das heutige Lauchhammer-West. Sie ließ im Jahr 1737 das Schloss Mückenberg, zu dessen Anlage die Kirche gehörte, errichten. Die Kirche wurde am 31. Oktober 1746 geweiht. Bis zu diesem Zeitpunkt war Mückenberg nach Bockwitz, dem heutigen Lauchhammer-Mitte, gepfarrt.
Bereits im Jahr 1848 war die Kirche sehr baufällig und musste rekonstruiert werden. Dabei wurden die Seitenwände nacheinander abgetragen und mit Pfählen im Grund befestigt. Der Eingang wurde in die Giebelwand verlegt, die ebenfalls erneuert wurde. Des Weiteren wurde das Dach neu gedeckt.
Nachdem die Kirche 1910 wegen Baufälligkeit gesperrt war, war ein Neubau im Stile der Neogotik geplant. Dieser wurde jedoch durch den Ausbruch des Ersten Weltkrieges nicht ausgeführt. Stattdessen wurde die Kirche erneut saniert. Dabei wurde der südliche Giebel tief ausgegraben, abgetragen und die morschen Eichenpfähle ersetzt. Im Jahr 1939 wurde die Kirche erneut renoviert.
Zu DDR-Zeiten verfiel das Gebäude erneut, im Jahr 1987 deckten Mitglieder der Gemeinde das Kirchendach, um den Einsturz abzuwenden. Bei dieser Maßnahme wurden die Dachgauben entfernt.
Zu Beginn der 1990er Jahre wurde der Glockenturm stabilisiert. Nachdem weitere Bauschäden hinzukamen, wurde im Jahr 2004 ein Förderverein gegründet. Seitdem wird die Kirche allmählich saniert. Im Jahr 2005 wurde das Kirchendach erneuert, dabei wurden die Dachgauben wieder errichtet. Im Jahr 2006 wurden der Sandsteinsockel, der Außenputz mit Bemalung, die Sonnenuhr und Vergoldungen saniert sowie Fenster und Türen rekonstruiert. Die Sanierungskosten von 2004 bis 2006 betrugen knapp 400.000 Euro.

## Baubeschreibung

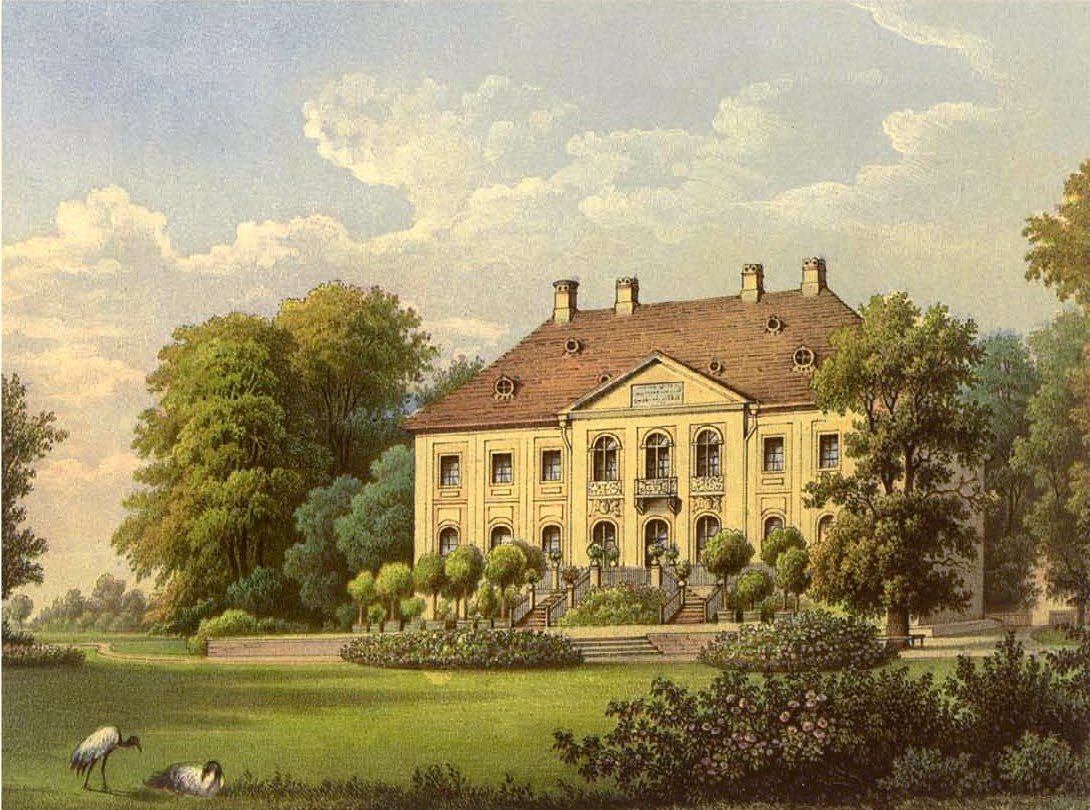
Schloss Mückenberg um 1860, Sammlung Alexander Duncker

Die barocke Kirche fügte sich in die heute nicht mehr erhaltene Schlossanlage ein. Die Fassadengliederung des Altarraums erinnert deshalb an die einer Orangerie. An den Altarraum schließt sich das Langhaus an, das von einem kleinen Turm mit Glocke und Uhr bekrönt wird. Der Eingang befindet sich seit der Rekonstruktion von 1848 an der Giebelseite, die früheren Eingangstüren sind von der Schlossparkseite noch zu sehen. Über dem Eingang befindet sich eine Spruchtafel. An der Südseite der Kirche ist eine Sonnenuhr angebracht.

## Innenausstattung
Die großen Fenster lassen den Innenraum hell erscheinen. Der helle und schlichte Innenraum ist weiß gehalten. Nur der Altarraum, der Kanzelaufbau und die Patronatslogen sind durch dezente Goldverzierungen abgesetzt. An den Seiten des Langhauses sind Emporen eingezogen.
Der Altarraum ist durch geschwungene Ornamente im Stile des Rokoko gestaltet, diese geschwungenen Formen setzen sich in den Altarstufen, am Altar und am Kirchgestühl fort. Das auf dem Altar aufgesetzte Kreuz stammt aus dem Jahr 1848. Es besteht aus Zink und wurde später vergoldet. Auf dem Altar wird zu besonderen Anlässen eine weiße Kreuzigungsgruppe aus Meißner Porzellan aufgestellt. Der Dresdner Künstler Johann Joachim Kändler schuf sie 1747. Zur weiteren Ausstattung gehört eine Taufe, die im Jahr 1956 restauriert wurde.
Die einzige Kirchenglocke stammt aus dem Jahr 1569.
Ende 2019 baute Orgelbau Reinhard Hüfken eine neue Orgel mit zwei Manualen und Pedal hinter dem wiederhergestellten Prospekt aus dem frühen 19. Jahrhundert ein, die im Frühjahr 2020 fertiggestellt werden soll.

## Nutzung
Der Förderverein, der am 24. Februar 2004 gegründet wurde, sammelt Spenden für die weitere Sanierung der Kirche und organisiert musikalische Veranstaltungen. Die Kirche wird sonntags für Gottesdienste durch die Evangelische Kirchengemeinde Lauchhammer-West genutzt, die zum Kirchenkreis Bad Liebenwerda der Evangelischen Kirche Mitteldeutschland gehört.